# Królestwo Tesaloniki
Królestwo Tesaloniki – jedno z państw założonych przez krzyżowców po rozbiciu Cesarstwa Bizantyjskiego przez IV krucjatę w 1204 r. Jego twórcą był markiz Montferratu, Bonifacy I. Państwo przestało istnieć krótko po jego śmierci, podbite przez despotę Teodora z Epiru.

## Tło historyczne
Wojskom IV wyprawy krzyżowej udało się zdobyć Konstantynopol, co w praktyce położyło kres integralności terytorialnej Cesarstwa Bizantyjskiego. Łacinnicy, znani na Wschodzie jako Frankowie (stąd okres ich rządów w Grecji jest znany jako Frangokratia), uważali się za kontynuatorów państwowości rzymskiej i wybrali własnego cesarza, dając w ten sposób początek tak zwanemu Cesarstwu Łacińskiemu. Początkowo łacinnicy kontrolowali tylko stolicę i okoliczne tereny. Większość z zajmowanych przez Bizancjum ziem znajdowała się teraz pod władzą lokalnych możnych, zwanych archontami. W wielu innych miejscach panował chaos, a administracja lokalna w zasadzie przestała istnieć.
Bonifacy z Montferratu był jednym z najważniejszych dowódców krucjaty i liczył na koronę cesarską. Jako jeden z pierwszych wkroczył do zdobytego Konstantynopola, zajął Hagię Sophię i poślubił wdowę po cesarzu Izaaku II, Małgorzatę Węgierską. Jego plany pokrzyżowali jednak Wenecjanie, którzy obawiali się energicznego i ambitnego wodza (a zwłaszcza jego powiązań z Genueńczykami). Cesarzem ostatecznie został Baldwin Flandryjski. Na mocy traktatu rozbiorowego, znanego jako Partitio terrarum imperii Romaniae, Bonifacemu miały przypaść ziemie w Azji Mniejszej i na Peloponezie. Markiz Montferratu nie był jednak zainteresowany terenami po drugiej stronie Bosforu. Były one bowiem stale zagrożone przez Turków. Jego brat Renier, jako zięć cesarza Manuela I (jego żoną była Maria Komnen) i wódz bizantyjski, otrzymał tytuł cezara oraz, według źródeł łacińskich, Tesaloniki. Bonifacy zgłosił więc pretensje do posiadłości brata.
Baldwin I nie wyrażał jednak zgody na powstanie niezależnego państwa, na domiar złego rządzonego przez jego rywala, w bezpośredniej bliskości Konstantynopola. Zajął Saloniki i proklamował tam swoją władzę. Krzyżowcy podzielili się i o mało nie doszło między nimi do walk. Po stronie Bonifacego stanęli tacy możni jak Ravano dalle Carceri, Otto de la Roche, Jakub z Avesnes czy Wilhelm I z Champlitte. Wojnie domowej zapobiegła interwencja Wenecjan, którzy wystąpili w roli mediatora i wymogli na Baldwinie wycofanie się z Saloniki. Bonifacy miał otrzymać tytuł Króla Tesaloniki wraz z Salonikami, Larisą, Tesalią oraz posiadłościami w Grecji Środkowej i Attyce. W zamian musiał jednak złożyć hołd lenny Baldwinowi i zrzec się praw do Krety (którą rzekomo miał mu nadać Aleksy IV) i Peloponezu na rzecz Wenecji. Wenecjanie wypłacili mu również rekompensatę. Większość terenów przyznanych Bonifacemu na mocy tej ugody pozostawała poza zasięgiem władzy łacinników. Trzeba je było najpierw podbić.

## Podbój
Jesienią 1204 roku Bonifacy wyruszył na czele swych wojsk w głąb kontynentalnej Grecji. Wśród jego sojuszników i żołnierzy nie brakowało Greków, w tym także tych pochodzących z możnych rodów. Z Konstantynopola, z Bonifacym, wyruszyli między innymi Manuel i Michał Angelosowie. Łacinnicy, którymi dowodził Bonifacy pochodzili z różnych krain, byli wśród nich Lombardowie, Flamandowie, Francuzi, Burgundowie, Prowansalczycy, Oksytańczycy i Niemcy. Wśród towarzyszy Bonifacego wyróżniali się tacy rycerze jak Wilhelm z Champlitte, Otto de la Roche, Jakub z Avesnes, Mikołaj z Saint Omer, Berthold z Katzenelnbogen, Guy Pallavicini, Tomasz d’Autremencourt oraz Ravano dalle Carceri. Wszyscy oni odegrali później pewną rolę w dziejach łacińskich państw w Grecji.
Jedyną poważniejszą przeszkodą na drodze do podboju mógł być najpotężniejszy z greckich archontów, Leon Sguros. Korzystając z problemów rządu centralnego, zaczął on rozszerzać swoją władzę. Mimo napomnień i sprzeciwów ze strony biskupa Ateńskiego, Michała Choniatesa, Sguros zaatakował Ateny. Metropolita zorganizował jednak na tyle skuteczną obronę, że napastnikom nie udało się zająć miasta i musieli się wycofać. Po tej porażce Sguros ruszył na Teby, które mimo posiadania potężnych murów i znacznie większego garnizonu, uznały jego władzę. Następnie wyruszył do Larisy, którą również sobie podporządkował. Tam spotkał się ze zdetronizowanym cesarzem Aleksym III, który oddał mu za żonę Eudoksję, swoją córkę.
Krótko po tych wydarzeniach, wojska łacińskie wkroczyły do Tesali i ruszyły w stronę Larisy. Sguros albo Lasgur, jak zwali go przybysze z Zachodu, porzucił miasto i wraz z armią rozbił obóz w przesmyku Termopile, uznając, że będzie to miejsce najłatwiejsze do obrony. Bonifacy szybko zdobył Larisę, którą nadał rycerzowi o imieniu Guglielomo, znanemu odtąd jako de Larsa. Otrzymał on także Halmyros, ważne miasto handlowe z silnymi koloniami Pizańczyków i Wenecjan. Następną zdobycz Bonifacego, Velestino, otrzymał Berthold z Katzenelnbogen. Łacinnicy ruszyli następnie drogą prowadzącą przez Farsalę, Domokos i Lamię aż dotarli do Termopil. Sguros nie przyjął jednak bitwy i wycofał się do Akrokoryntu. Bonifacy był świadomy roli jaką przesmyk odgrywa dla obronności Attyki i Peloponezu, dlatego nadał te tereny Guyowi Pallavicino. Włoski rycerz wybudował tutaj potężną twierdzę, dając początek słynnemu Markizatowi Bodonitzy, który przetrwał aż do 1414 roku.
Po przeprawie przez Termopile Bonifacy zajął tereny leżące wokół starożytnej Amfissy i nadał te ziemie Tomaszowi d’ Autremencourt, dając w ten sposób początek senioratowi Salony, który istniał aż do 1410 roku. Ród Tomasz szybko zajął sąsiednie tereny, w tym ważny port w Galaxidi. Ich władztwo było na tyle silne, że mogli sobie pozwolić na bicie własnej monety. Łacinnicy zajęli następnie Beocję wraz z Tebami, które poddały się bez walki. Ich kolejną zdobyczą była Attyka, wraz z Atenami. Metropolita ateński, faktyczny przywódca lokalnej ludności, Michał Choniates, uznał opór za bezcelowy i po prostu rozkazał otworzyć bramy. Miał on nadzieję na zawarcie jakiegoś porozumienia z krzyżowcami i kościołem rzymskim, ale szybko okazało się, że będzie to bardzo trudne. Zdobywcy nie okazywali żadnych względów podbitym Ateńczykom, a nawet ważnym miejscom kultu religijnego, takim jak katedra na Akropolu. W obawie o własne życie Choniates zbiegł z Aten. Teby wraz z Beocją, Ateny wraz z Attyką i historyczny region Megaris, zostały nadane Ottonowi de la Roche, zaufanemu sojusznikowi Bonifacego. Mniej więcej w tym samym czasie, oddziały Jakuba z Avesnes, który odłączył się od głównych sił krucjaty, podporządkowały sobie Eubeę.

## Peloponez
Kolejnym celem krzyżowców był Peloponez, który stanowił zaplecze dla sił Sgurosa. Bonifacy zaatakował Nauplion, a Otton de la Roche i Jakub z Avesnes Korynt. O ile samo miasto udało się Jakubowi i Ottonowi zdobyć, to twierdza pozostała w rękach Sgurosa. Nie zatrzymało to jednak łacińskich postępów, a atak przyszedł z zupełnie niespodziewanej strony. Gotfryd Villehardouin, bratanek słynnego kronikarza IV wyprawy krzyżowej, o tym samym imieniu i nazwisku również chciał wziąć udział w krucjacie. Nie ruszył on jednak z głównymi siłami, a na czele swoich oddziałów przeprawił się od razu do Syrii. Na wieść o poczynaniach krzyżowców, postanowił przyłączyć się do łacinników w Grecji. Zła pogoda uniemożliwiła mu jednak dotarcie do cesarskiej stolicy i zmusiła do postoju w Methoni w Messeni. W grudniu 1204 roku lokalny archont zaproponował mu sojusz, chciał skorzystać z łacińskiej pomocy w walkach ze swoimi rywalami.
Gotfryd szybko jednak zorientował się, że Grecy są mocno osłabieni i zaczął podporządkowywać sobie lokalnych możnych. Brakowało mu jednak wojsk i w tym celu udał się z wizytą do obozu Bonifacego, który w tym czasie oblegał Nauplion. Tam, król Tessali, zaoferował Villehardouinowi ziemię i przywileje w zamian za złożenie hołdu. Gotfryd spotkał jednak Wilhelma z Champlite, członka rodziny, której Villehardouinowie byli wasalami. Namówił on Wilhelma do wspólnej ekspedycji, opowiadając mu o bogactwach Peloponezu, który określił mianem Morei.
Wilhelm uległ namową i Bonifacy zgodził się na ekspedycję. Wojska Wilhelma i Gotfryda bardzo szybko podporządkowywały sobie kolejne greckie miasta. Patras zostało zdobyte przy pierwszym szturmie. Andravida, stolica Elis, skapitulowała bez walki. Poddała się też Mesarea i Arkadia, choć ta ostatnia przez jakiś czas stawiała opór. Krzyżowcy bez walki zajęli Modon, a twierdza w Koron poddała się po krótkim oblężeniu. Szybkie sukcesy krzyżowców przeraziły Michała Angelosa, która w czasie wyprawy zbiegł z obozu Bonifacego do Epiru i ogłosił się tam niezależnym władcą. Jego wojska przeprawiły się przez cieśninę koryncką i zaatakowały łacinników w Messeni. Tak zwana Bitwa w Gaju Oliwnym zakończyła się porażką Greków. Łacinnicy spotkali się z oporem w Lakonii, Nikli, Veligosti i ze strony słowiańskich Melingów. Nie były to jednak skoordynowane działania, zdolne do wyparcia najeźdźców. Krótko po bitwie w Gaju Oliwnym, pod kontrolą Greków znajdowały się tylko Nauplion, Korynt, Lakonia. Nikli, Veligosti, Leonidio Tsakonów i Tajgetos należący do Melingów. Wilhelm z Champlite mógł zatem spokojnie tytułować się księciem Morei. Villehardouin otrzymał zaś Koron.
Po kampanii trwającej od 1204 do 1205 roku władza Bonifacego, jako króla Tesaloniki sięgała Attyki. Morea, mimo że została podbita przy pomocy wojsk Bonifacego, pozostawała w zasadzie niezależna. Grecja Środkowa i Tesalia znajdowały się pod bezpośrednią kontrolą nowo założonego królestwa, a łacinnicy rządzący w Attyce, Beocji i na Eubei byli lennikami.

## Macedonia i Tracja
Podbój Grecji właściwej przyszedł zatem Frankom bez większych problemów, inaczej jednak sprawa miała się w Macedonii i Tracji. Tamtejsi możni, zagrożeni przez cesarza łacińskiego, zwrócili się z prośbą o pomoc do cara bułgarskiego Kałojana. W 1205 roku wybuchł bunt przeciwko władzy łacinników, a wojska bułgarskie wsparły rebeliantów. Doszło do bitwy pod Adrianopolem, w której łacinnicy zostali rozbici, a Baldwin I dostał się do niewoli, w której wkrótce zmarł. Armia bułgarska została podzielona na dwie części – jedna z nich udała się w stronę Konstantynopola, a druga, dowodzona osobiście przez Kałojana, ruszyła na królestwo Tesaloniki. Bułgarzy pod koniec czerwca 1205 roku oblegli Seres, będące we władaniu jednego z wasali Bonifacego. Po krótkim oblężeniu doszło do pertraktacji i łacinnicy poddali miasto, a Kałojan obiecał, że wszyscy, którzy będą chcieli, będą mogli je opuścić wraz z rodzinami i dobytkiem. Rozejm został jednak złamany, a Bułgarzy zaatakowali tych, którzy opuścili miasto, zabijając i biorąc wielu z nich do niewoli. Wydarzenia w Seres sprawiły, że wielu Greków, przerażonych rzezią, przestało popierać bułgarskiego cara. Jego wojska wkrótce ruszyły na Tesaloniki.
Na wieść o tej klęsce, Bonifacy na czele swych wojsk, opuścił Peloponez i pomaszerował do Macedonii z zamiarem obrony swojej stolicy. W międzyczasie zawarł sojusz z nowym cesarzem łacińskim, Henrykiem, oddając mu za żonę jedną ze swych córek, Agnieszkę. Po rzezi w Seres Bułgarzy ponownie podzielili swoje siły – większa część wojsk ruszyła na Filipopolis, a mniej liczne oddziały obległy Saloniki. Wydaje się, że Bułgarom udało się zająć nieufortyfikowaną część miasta, ale łacinnicy obronili cytadelę. W czasie oblężenia narodził się Demetriusz, syn Bonifacego, który imię zawdzięczał patronowi miasta, którego interwencja miała jakoby cudownie ocalić oblężonych. Na wieść o zbliżającej się armii krzyżowców Bułgarzy wycofali się na północ.
Początkowo Bonifacy planował prowadzić otwartą walkę z Bułgarami, ale los cesarza Baldwina I dał mu wiele do myślenia. Kałojan zdobył Filipopolis, gdzie urządził rzeź greckim mieszkańcom miasta. Pod koniec 1205 albo na początku 1206 roku w Tyrnowie doszło do rebelii przeciwko carowi, więc bułgarskie wojska wycofały się, aby ją stłumić. Po pokonaniu powstańców car przystąpił do metodycznego podboju Tracji. Zdobyte miasta były łupione, a ich ludność przesiedlana w głąb Bułgarii. Wroga polityka w stosunku do Greków zaowocowała nieoczekiwanym sojuszem grecko-łacińskim, co pozwoliło Cesarstwu Łacińskiemu opanować wschodnią Trację. Zima między 1206 a 1207 rokiem przyniosła również postępy Bonifacemu, który odbił Seres. Niespodziewanie jednak walki zakończyły się dla władcy Tesaloniki śmiercią w 1207 roku, kiedy to prowadzony przez niego oddział został zaatakowany znienacka przez podjazd bułgarski w okolicy Mosynopolis. Królestwo odziedziczył nieletni Demetriusz, a w jego imieniu rządy sprawować miała matka, Małgorzata Węgierska. Doszło wówczas do sporów między baronami, które wobec zagrożenia bułgarskiego o mało nie doprowadziły do całkowitego upadku państwa. Po śmierci Bonifacego, Kałojan, zwany teraz Rzymianobójcą, ponownie obległ Saloniki. Został on jednak zamordowany w wyniku spisku bojarów, a armia bułgarska wycofała się spod murów miasta.

## Rewolta lombardzka
Po tym, jak ustało zagrożenie ze strony Bułgarów, doszło do podziałów wśród baronów królestwa Tesaloniki. Przeciwko rządzącej państwem w imieniu małoletniego Demetriusza Małgorzacie, wystąpił Oberto de Biandrate z popierającymi go baronami. Jako że praktycznie wszyscy z tego obozu pochodzili z północnych Włoch, wystąpienie to nazwano rewoltą lombardzką. Obóz, na czele którego stał de Biandrate, opowiadał się za całkowitą niezależnością Tesaloniki od Cesarstwa Łacińskiego i domagał się przyznania królestwu ziem od Durazzo aż po Macri, miasteczko leżące nieopodal Stagiry. Ponadto lombardzcy baronowie planowali zdetronizować nieletniego Demetriusza, a koronę oddać jego starszemu bratu, Wilhelmowi IV, markizowi Montferratu. Lombardowie uważali też, że księstwo Achai powinno być lennikiem ich królestwa. Z ważniejszych lenników Bonifacego, tylko pan Aten i Teb, Otto de la Roche oraz Berthold z Katzenelnbogen, nie wzięli udziału w rewolcie. Jako że Kadmea, tebańska twierdza, była obsadzona żołnierzami Alberta z Canossy, który był jednym z buntowników, de la Roche utracił kontrolę nad miastem.
Henryk Flandryjski okazał się jednak władcą silnym i energicznym. Udało mu się doprowadzić do rozłamu w królestwie Tesaloniki, gdyż namówił Małgorzatę Węgierską na złożenie mu hołdu lennego, obiecując chronić interesy Demetriusza jako króla. W 1209 wojska cesarza łacińskiego wkroczyły do Saloniki i Henryk doprowadził do koronacji nieletniego syna Bonifacego. Biandrate otwarcie wystąpił przeciwko cesarzowi, co doprowadziło do jego aresztowania i osadzenia w zamku w Seres, gdzie znajdował się pod nadzorem Bertholda z Katzenelnbogen. Nie był to jednak koniec rebelii, gdyż Biandrate nadal miał wpływowych stronników. Chcąc doprowadzić do ugody, Henryk ogłosił zwołanie parlamentu wszystkich łacińskich panów w Grecji, który miał odbyć się nieopodal Ravenniki. Zgromadzenie odbyło się w 1209 roku, a na miejscu stawiło się około sześćdziesięciu baronów. Buntownicy odmówili jednak wzięcia udziału w obradach i schronili się w Kadmei, twierdzy w Tebach. Wobec tego Henryk ruszył zbrojnie do Teb. Został tam przyjęty z honorami przez greckich mieszkańców miasta, którzy łącznie z najwyższym duchowieństwem uznali go za swojego władcę.
Po przybyciu Henryka do Teb baronowie ufortyfikowani w Kadmei powiadomili go, że nie mają zamiaru się poddawać. Kiedy jednak zobaczyli, jak wojska cesarskie szykują się do oblężenia, budują maszyny i zamykają dostęp do twierdzy, poprosili o pokój. Henryk zaoferował im bardzo korzystne warunki – buntownicy mieli zatrzymać wszystkie swoje tytuły i wasali pod warunkiem, że poddadzą Kadmeę. Rebelianci przystali na te warunki i całe Teby zostały podporządkowane władzy cesarskiej. Henryk przekazał miasto Ottonowi de la Roche. Skutkiem rewolty lombardzkiej było umocnienie władzy i autorytetu cesarza łacińskiego. O ile wcześniej jego zwierzchność nad panami z Europy Zachodniej w Grecji była dyskusyjna, bowiem wiele władztw zostało założonych w wyniku prywatnej inicjatywy, o tyle teraz stawał się on niekwestionowanym suzerenem miażdżącej większości z nich. Z drugiej jednak strony taki przebieg rewolty miał katastrofalne skutki dla królestwa Tesaloniki. Wielu rycerzy lombardzkich wobec porażki zaczęło porzucać Grecję i wracać w rodzinne strony. Migracja ta zmniejszyła siłę militarną królestwa, co miało ogromne znaczenie wobec rosnącego zagrożenia ze strony greckich despotów z Epiru, którzy od 1210 roku zaczęli regularnie najazdy.

## Despotat Epiru
Po klęsce Oberto de Biandrate żadne czynniki wewnętrzne nie zagrażały tesalskim łacinnikom. Dużym prestiżem cieszyła się Małgorzata Węgierska, będąca centralną postacią rządu królestwa. Grecy znali ją jako wdowę po cesarzu Izaaku II i odnosili się do niej bardzo przychylnie. Ona również nie prowadziła żadnych działań wymierzonych przeciwko swoim greckim i ortodoksyjnym poddanym. Na przykład jeszcze w 1213 roku ponad połowa biskupstw w Tesalii była obsadzona przez Greków. Sprawy miały się jednak zupełnie inaczej w kwestii polityki zagranicznej. Państwo założone przez Michała Angelosa, znane jako despotat Epiru, zaczęło rosnąć w siłę i prowadzić ekspansję terytorialną kosztem łacinników. Pierwszy najazd na Tesalonikę miał miejsce w 1210 roku, ale został odparty dzięki interwencji cesarza Henryka. Jednak już w 1212 roku wojskom epirockim udało się zająć znaczne tereny w okolicach Larisy, co doprowadziło do znacznych utrudnień w komunikacji Salonik z łacinnikami z południa. Po śmierci Michał I w 1215 roku tron objął jego brat Teodor Angelos. Wspierany przez Albańczyków i Serbów zaatakował w 1216 roku Bułgarów, którym odebrał między innymi Ochrydę i Prilep, a północne granice jego państwa sięgnęły Monastiru.
Na wieść o postępach Teodora, Henryk Flandryjski ruszył w lecie 1216 roku na czele wojsk do Tesali, prawdopodobnie planując kontrofensywę. Zanim jednak doszło do jakichkolwiek poważniejszych walk, cesarz zmarł. W obozie łacińskim pojawiły się pogłoski, że został otruty, doszło wówczas do ostrych podziałów wśród baronów. Śmierć Henryka była katastrofalna dla Cesarstwa Łacińskiego i królestwa Tesaloniki – traciły one energicznego i zdolnego władcę, którego osoba jednoczyła niemal wszystkich łacińskich panów w Grecji. Nowym cesarzem został Piotr II de Courtenay, koronowany w Rzymie. W Grecji wylądował na czele wojsk liczących około 6 tysięcy żołnierzy i obległ Durazzo. Do takiego działania namówili go Wenecjanie, którzy chcieli w ten sposób odzyskać miasto z rąk Epiru. Oblężenie zakończyło się jednak klęską, a Piotr z resztkami oddziałów udał się w ryzykowną podróż do Konstantynopola przez tereny Despotatu. Wpadł jednak w zasadzkę i został pojmany i uwięziony przez Teodora Angelosa. Piotr miał nigdy nie objąć władzy cesarskiej.
Teodor Angelos i jego brat Konstantyn znakomicie wykorzystali chaos w północnych państwach łacinników, spowodowany brakiem silnego władcy. W 1218 roku najechali Tesalonikę i zajęli ważne twierdze w Neopatras i Zeitounion. Teodorowi udało się także zdobyć bardzo ważną twierdzę w Platamonie, która umożliwiała kontrolę nad pobliską zatoką. W 1219 Epiroci opanowali Prosek, ważną twierdzę leżącą nad rzeką Wardar. W 1221 roku Teodor odniósł jeszcze większy sukces – udało mu się zdobyć Seres, co w zasadzie odcinało Tesalonikę od Cesarstwa Łacińskiego. Wkrótce potem padły Berrhoea, Kastoria i Serwia. Sukcesy Teodora sprawiły, że wielu możnych greckich zaczęło go postrzegać jako tego, który odbuduje Cesarstwo i przywróci ortodoksyjny patriarchat. Jego państwo było teraz największą siłą na Bałkanach i do jego obozu przeszło wielu Greków. Teodor był bardzo sprytnym władcą, doskonale wiedział kogo i kiedy należy atakować, a z kim szukać sojuszu. Nigdy na przykład nie zaatakował księstwa Achai, mimo iż jego państwo graniczyło z ziemiami rządzonymi przez ród Villehardouin. Wiedział bowiem, że o ile Tesalonika i Cesarsto Łacińskie są pogrążone w kryzysie, to łacinnicy na południu są o wiele mocniejsi i mogliby być poważnym zagrożeniem.

## Upadek
W 1223 roku Teodor obległ Saloniki. Przed przybyciem wojsk epirskich miasto opuściła królowa-matka Małgorzata Węgierska i młody król Demetriusz. Obroną dowodził zatem markiz Bodonitzy, Guy Pallavicini. Małgorzata udała się na Węgry, a Demetriusz do Włoch, gdzie próbował zabiegać o pomoc dla swojego ginącego państwa. Papież Honoriusz kilkukrotnie apelował do Teodora o odstąpienie od oblężenia, ale gdy to nie pomogło, ogłosił krucjatę w obronie miasta. Nikt jednak nie zgłosił się do wzięcia udziału w wyprawie. Honoriusz zwrócił się zatem z prośbą do Wilhelma IV, markiza Montferratu, aby pomógł młodszemu bratu, Demetriuszowi. Przed wyruszeniem na Wschód, Piotr z Courtenay nadał Wilhelmowi w zasadzie wszystkie możliwe tytuły w królestwie Tesaloniki, z wyjątkiem korony królewskiej. Dla markiza Montferratu była to więc znakomita okazja do przejęcia faktycznej władzy nad królestwem, które założył jego ojciec. Bracia zebrali swoje siły w Brindisi, skąd mieli ruszyć do Grecji. Demetriusz został zmarginalizowany, gdyż to jego brat dysponował realną siłą i nawet papież tytułował go władcą Tesaloniki. Honoriusz III zwrócił się ponadto z prośbą do duchowieństwa we Włoszech i południowej Francji o wystosowanie apelu do wiernych o wzięcie udziału w wyprawie. Wyruszenie wojsk z Brindisi opóźniło się jednak, gdyż Wilhelm ciężko zachorował.
Tymczasem Teodor zintensyfikował swoje działania zmierzające do zdobycia Saloniki. Mimo papieskich apelów, ani książę Morei, ani Otton de la Roche, pan Aten i Teb, nie ruszyli z odsieczą. Prawdopodobnie nie było do spowodowane złą wolą tych łacińskich władców, a raczej faktem, że Teodor opanował znaczną część środkowej Grecji i w zasadzie odciął miasto. Pod koniec 1224 roku, prawdopodobnie w grudniu, po dwunastu miesiącach oblężenia, łacińska załoga Saloniki poddała się. Teodor wkroczył do zdobytego miasta i odbył triumf. Wydarzenie to oznaczało faktyczny koniec królestwa Tesaloniki.
W 1225 roku Wilhelm podjął próbę odzyskania królestwa ojca i na czele swoich wojsk opuścił Brindisi. Nie chciał powtarzać błędu Piotra de Courtenay, dlatego nie zdecydował się zaatakować ziem despotatu od strony wybrzeża adriatyckiego. Jego flota opłynęła Grecję i dotarła w pobliże miasta Almiros w południowej Tesali. Z Almiros był dzień jazdy do Wolos, a stamtąd dwa lub trzy dni do Larisy. Stamtąd biegła stara wojskowa droga prowadząca przez wąwóz Tempe do Saloniki. Lądowanie armii Wilhelma IV zostało potraktowane przez Teodora Angelosa jako bardzo poważne zagrożenie. Despota, dowodzący wówczas wojskami w Tracji, które szykował do zajęcia Konstantynopola, natychmiast pomaszerował na południe. I tym razem jednak dopisało mu szczęście, gdyż markiz Montferratu zmarł, a jego wojska uległy rozproszeniu. Praktycznie wszyscy towarzyszący mu rycerze powrócili do Europy. Wyprawa zakończyła się więc, zanim tak naprawdę się zaczęła. Do Włoch powrócił również zdetronizowany Demetriusz, który bez powodzenia zabiegał o pomoc. Zmarł dwa lata później w Pawii. Tytularnym królem Tesaloniki został wówczas cesarz Fryderyk II. Tytuł ten funkcjonował jeszcze przez jakiś czas wśród europejskich możnych, po czym zanikł.